# Sarsko
Sarsko je naselje v Občini Ig.